# Sérézin-de-la-Tour
Sérézin-de-la-Tour är en kommun i departementet Isère i regionen Auvergne-Rhône-Alpes i sydöstra Frankrike. Kommunen ligger i kantonen Bourgoin-Jallieu-Sud som tillhör arrondissementet La Tour-du-Pin. År 2022 hade Sérézin-de-la-Tour 1 134 invånare.

## Befolkningsutveckling
Antalet invånare i kommunen Sérézin-de-la-Tour
Referens:INSEE